# تركي (كارولاينا الشمالية)
تركي (بالإنجليزية: Turkey town, North Carolina)‏ هي بلدة تقع بولاية كارولاينا الشمالية في الولايات المتحدة. تبلغ مساحتها 1.03 كم2، وترتفع عن سطح البحر 44 م، بلغ عدد سكانها 292 نسمة في عام 2010 حسب إحصاء مكتب تعداد الولايات المتحدة وتصل الكثافة السكانية فيها 283.5 نسمة لكل كيلومتر مربع (734.3/ميل2).

## التركيبة السكانية
حدّد مكتب تعداد الولايات المتحدة بيانات التركيبة السكانية لتركي في تعداد الولايات المتحدة. في ما يلي، التركيبة السكانية حسب تعدادي 2000 و2010.

### تعداد عام 2000
بلغ عدد سكان تركي 262 نسمة بحسب تعداد عام 2000، وبلغ عدد الأسر 93 أسرة وعدد العائلات 70 عائلة مقيمة في البلدة. في حين سجلت الكثافة السكانية 254.4 نسمة لكل كيلومتر مربع (658.9/ميل2). وبلغ عدد الوحدات السكنية 105 وحدة بمتوسط كثافة قدره 101.9 لكل كيلومتر مربع (263.9/ميل2).
وتوزع التركيب العرقي للبلدة بنسبة 77.10% من البيض و18.70% من الأمريكيين الأفارقة و1.53% من الأمريكيين ذوي الأصول الآسيوية و1.91% من الأعراق الأخرى و0.76% من عرقين مختلطين أو أكثر و3.44% من الهسبانيون أو اللاتينيون من أي عرق.
بلغ عدد الأسر 93 أسرة كانت نسبة 37.6% منها لديها أطفال تحت سن الثامنة عشر تعيش معهم، وبلغت نسبة الأزواج القاطنين مع بعضهم البعض 64.5% من أصل المجموع الكلي للأسر، ونسبة 9.7% من الأسر كان لديها معيلات من الإناث دون وجود شريك،  بينما كانت نسبة 1.1% من الأسر لديها معيلون من الذكور دون وجود شريكة وكانت نسبة 24.7% من غير العائلات. تألفت نسبة 22.6% من أصل جميع الأسر من عدة أفراد يعيشون في نفس المنزل ونسبة 15.1% كانت تتألف من شخص يعيش بمفرده يبلغ من العمر 65 عاماً أو أكثر. وبلغ متوسط حجم الأسرة المعيشية 2.82، أما متوسط حجم العائلات فبلغ 3.34.
بلغ العمر الوسطي للسكان 37.8 عاماً. وكانت نسبة 27.5% من القاطنين تحت سن الثامنة عشر، وكانت نسبة 6.1% بين الثامنة عشر والرابعة والعشرين عاماً، ونسبة 26.7% كانت واقعةً في الفئة العمرية ما بين الخامسة والعشرين والرابعة والأربعين عاماً، ونسبة 21.4% كانت ما بين الخامسة والأربعين والرابعة والستين، ونسبة 18.3% كانت ضمن فئة الخامسة والستين عاماً فما فوق. يوجد لكل 100 أنثى 92.6 ذكر، ويوجد لكل 100 أنثى في الثامنة عشر من عمرها فما فوق 86.3 ذكر.
بلغ متوسط دخل الأسرة في البلدة 19,107 دولارًا، أما متوسط دخل العائلة فبلغ 23,125 دولارًا. وكان متوسط دخل الذكور 35,313 دولارًا مقابل 21,875 دولارًا للإناث. وسجل دخل الفرد الخاص بالبلدة 10,622 دولارًا. وكانت نسبة 25.8% من العائلات ونسبة 35% من السكان تحت خط الفقر، وكان من هؤلاء نسبة 49.2% تحت سن الثامنة عشر ونسبة 51.7% في الخامسة والستين من العمر وما فوق.

### تعداد عام 2010
بلغ عدد سكان تركي 292 نسمة بحسب تعداد عام 2010، وبلغ عدد الأسر 111 أسرة وعدد العائلات 84 عائلة مقيمة في البلدة. في حين سجلت الكثافة السكانية 283.5 نسمة لكل كيلومتر مربع (734.3/ميل2). وبلغ عدد الوحدات السكنية 116 وحدة بمتوسط كثافة قدره 112.6 لكل كيلومتر مربع (291.6/ميل2).
وتوزع التركيب العرقي للبلدة بنسبة 55.14% من البيض و26.71% من الأمريكيين الأفارقة و1.03% من الأمريكيين ذوي الأصول الآسيوية و16.10% من الأعراق الأخرى و1.03% من عرقين مختلطين أو أكثر و19.86% من الهسبانيون أو اللاتينيون من أي عرق.
بلغ عدد الأسر 111 أسرة كانت نسبة 32.4% منها لديها أطفال تحت سن الثامنة عشر تعيش معهم، وبلغت نسبة الأزواج القاطنين مع بعضهم البعض 55% من أصل المجموع الكلي للأسر، ونسبة 14.4% من الأسر كان لديها معيلات من الإناث دون وجود شريك،  بينما كانت نسبة 6.3% من الأسر لديها معيلون من الذكور دون وجود شريكة وكانت نسبة 24.3% من غير العائلات. تألفت نسبة 23.4% من أصل جميع الأسر من عدة أفراد يعيشون في نفس المنزل ونسبة 9.9% كانت تتألف من شخص يعيش بمفرده يبلغ من العمر 65 عاماً أو أكثر. وبلغ متوسط حجم الأسرة المعيشية 2.63، أما متوسط حجم العائلات فبلغ 3.00.
بلغ العمر الوسطي للسكان 43.9 عاماً. وكانت نسبة 24% من القاطنين تحت سن الثامنة عشر، وكانت نسبة 8.9% بين الثامنة عشر والرابعة والعشرين عاماً، ونسبة 19.2% كانت واقعةً في الفئة العمرية ما بين الخامسة والعشرين والرابعة والأربعين عاماً، ونسبة 30.8% كانت ما بين الخامسة والأربعين والرابعة والستين، ونسبة 17.1% كانت ضمن فئة الخامسة والستين عاماً فما فوق. وتوزع التركيب الجنسي للسكان بنسبة 50% ذكور و50% إناث.